# Bá quốc Bourgogne
Bá quốc Tự do Bourgogne hay Franche-Comté (tiếng Pháp: Franche Comté de Bourgogne; tiếng Đức: Freigrafschaft Burgund) là một bá quốc thời Trung cổ (từ năm 982 đến năm 1678) của Đế chế La Mã Thần thánh, tiền thân của vùng Franche-Comté hiện đại. Cái tên franc (anh) comté bắt nguồn từ tước hiệu của Bá tước, franc comte, trong tiếng Đức Freigraf "free count" (Bá tước tự do).
Lãnh thổ này trước đây là một phần của vương quốc Thượng Bourgogne (888–933). Bá quốc được thành lập vào năm 982 bởi Otto Wilhelm trên những vùng đất ông nắm giữ trong Vương quốc Arles (bên ngoài biên giới của công quốc). Năm 1032, Vương quốc Arles được kế thừa bởi Conrad II, Hoàng đế La Mã Thần thánh, người đã sáp nhập Bá quốc Bourgogne vào Đế chế La Mã Thần thánh. Bá quốc này giành được độc lập một thời gian ngắn trong thế kỷ XII, trước khi được Friedrich Barbarossa tái hợp nhất vào Thánh chế La Mã.
Là một nhà nước của Thánh chế La Mã, bá quốc được trao quyền tự trị cao. Đô thị lớn nhất của nó là Besançon, được trao quy chế Thành bang đế chế. Phần còn lại của bá quốc được trao quyền hoàng gia trực tiếp (biến nó thành một bá quốc hoàng gia của đế quốc) và những người cai trị của nó được phong tước hiệu Freigraf (tiếng Đức có nghĩa là Bá tước hoàng gia).
Từ năm 1295, bá quốc bắt đầu nằm dưới ảnh hưởng ngày càng tăng của Pháp và Nhà Bourgogne, nơi cai trị công quốc. Từ 1330 đến 1361 và một lần nữa từ 1405 đến 1477, có một liên minh cá nhân giữa bá quốc (một phần của Thánh chế La Mã) và công quốc liền kề (một phần của Pháp). Năm 1493, bá quốc được chuyển giao cho Tây Ban Nha Habsburg và cai trị bá quốc này cho đến khi bị Pháp chinh phục vào năm 1674. Sự cai trị của Pháp được duy trì vĩnh viễn theo Hiệp ước Nijmegen năm 1678.
Không nên nhầm lẫn nó với Công quốc Bourgogne, một thái ấp của Vương quốc Pháp từ năm 843 và Nhà nước Bourgogne là lãnh thổ của Nhà Valois-Bourgogne được thành lập vào thế kỷ XIV, bao gồm cả Công quốc Bourgogne, Bá quốc Bourgogne và Hà Lan Bourgogne.